# جزيرة السماء
جزيرة السماء: عن المغامرات الأخرى لتروت وكابتن بيل بعد زيارتهم لجنيات البحر (بالإنجليزية: Sky Island: Being the Further Adventures of Trot and Cap'n Bill after Their Visit to the Sea Fairies)‏ هي رواية للأطفال بقلم ليمان فرانك بوم، وبرسوم جون ر نيل، ونشرت في عام 1912 من قبل شركة رايلي وبريتون التي نشرت سلسلة كتب أوز لباوم في العقود الأولى من القرن العشرين.
كما يشير العنوان الكامل، فإن الرواية هي تتمة لرواية جنيات البحر التي نشرت عام 1911. وكان القصد من الكتابين أن يكونا جزء من سلسلة خيال طويلة الأمد لتحل محل كتب أوز. ولكن نظرا للاستقبال الفاتر نسبيا لأول كتاب في السلسلة، حاول باوم جذب القراء الصغار بإدخال شخصيتين من عالم أوز، وهما باتن برايت وبوليكروم، خيث تم تقديمهما أصلا في رواية الطريق إلى أوز (1909).
أهدي الكتاب لشقيقة الكاتب، ماري لويز باوم بروستر.